# Velký Valtinov
Velký Valtinov település Csehországban, Česká Lípa-i járásban. Velký Valtinov Jablonné v Podještědí, Kunratice u Cvikova, Brniště és Cvikov településekkel határos. Lakosainak száma 196 fő (2024. január 1.).

## Népesség
A település lakosságának változását az alábbi diagram mutatja:
| Lakosok száma | 768  | 631  | 562  | 349  | 224  | 180  | 189  | 193  | 185  | 196  |
|               | 1869 | 1900 | 1921 | 1961 | 1980 | 2011 | 2016 | 2019 | 2021 | 2024 |